# Myrmotherula fluminensis
A Myrmotherula fluminensis a madarak osztályának verébalakúak (Passeriformes) rendjébe és a hangyászmadárfélék (Thamnophilidae) családjába tartozó faj.

## Rendszerezése
A fajt Luiz Pedreira Gonzaga brazíliai ornitológus írta le 1988-ban. Egyes szervezetek a Neorhopias nembe sorolják Neorhopias fluminensis néven.

## Előfordulása
Dél-Amerika keleti részén, Brazíliában az Atlanti-óceán erdősávjában honos.

## Megjelenése
Testhossza 10 centiméter.

## Természetvédelmi helyzete
Az elterjedési területe rendkívül kicsi. A Természetvédelmi Világszövetség Vörös listáján nem szerepel.